# The Witcher (computerspel)
The Witcher (Pools: Wiedźmin) is een computerspel dat is ontwikkeld door het Poolse bedrijf CD Projekt RED en uitgebracht door Atari op 24 oktober 2007.
Het is het eerste spel in de The Witcher-serie en is gebaseerd op de verfilmde kortverhalen- en boekenserie Saga o wiedźminie van fantasyschrijver Andrzej Sapkowski.
Het spel werd in 2011 opgevolgd door The Witcher 2: Assassins of Kings, en in 2015 door The Witcher 3: Wild Hunt.

## Plot
Het verhaal vindt plaats in een middeleeuwse fantasiewereld en volgt monsterjager Geralt van Rivia, een van de Witchers. Dit zijn genetisch verbeterde mensen met speciale krachten om  monsters te kunnen verslaan. Het spel bevat drie verschillende routes die invloed hebben op de verhaallijn.

## Consoleversie
Op 2 december 2008 kondigde CD Projekt Red aan dat The Witcher geporteerd zou worden naar PlayStation 3 en Xbox 360 onder de titel The Witcher: Rise of the White Wolf. Het spel zou allerlei nieuwe elementen bevatten. Op 29 april 2009 werd bekend dat de productie stopte vanwege achterstallige betalingen aan de Franse ontwikkelaars van de consoleversie. Volgens CD Projekt Red-baas Michał Kiciński zou de deadline en gewenste kwaliteit door de Fransen niet worden gehaald. Niet lang daarna werd de samenwerking beëindigd.

## Ontvangst
| Titel                         | GameRankings | Metacritic | Platform |
| ----------------------------- | ------------ | ---------- | -------- |
| The Witcher                   | 81,57%       | 81         | Windows  |
| The Witcher: Enhanced Edition | 86,10%       | 86         | Windows  |

| Beoordeeld door       | Datum            | Score |
| --------------------- | ---------------- | ----- |
| Giery.eu              | 10 november 2007 | 95%   |
| games xtreme          | 30 oktober 2007  | 90%   |
| PC Gameplay (Benelux) | november 2007    | 88%   |
| GamersNET             | november 2007    | 88%   |
| GamesWEB              | 21 november 2007 | 86%   |
| Game Captain          | 4 november 2007  | 85%   |
| GamersHell.com        | 8 november 2007  | 85%   |
| Yiya                  | 19 januari 2008  | 83%   |
| TTGamer               | 17 januari 2008  | 80%   |
| AceGamez              | december 2007    | 80%   |
| UOL Jogos             | 8 april 2008     | 80%   |

## Trivia
- Het spel is opgenomen in het boek 1001 Video Games You Must Play Before You Die van Tony Mott.